# 덴진노모리 정류장
덴진노모리 정류장(일본어: 天神ノ森停留場, てんじんのもりていりゅうじょう)은 일본 오사카부 오사카시 니시나리구에 있는 한카이 전기 궤도의 정류장이다. 역 번호는 HN58이다.

## 역사
- 1911년 12월 1일: 한카이 전기 궤도(구) 에비스초 ~ 이치노초(현, 오쇼코지) 구간 개통 시에 개업.
- 1915년 6월 21일: 회사 합병으로 난카이 철도의 정거장이 됨.
- 1944년 6월 1일: 회사 합병으로 긴키 닛폰 철도의 정거장이 됨.
- 1947년 6월 1일: 노선 양도로 인하여 난카이 전기철도 정거장이 됨.
- 1980년 12월 1일: 노선 양도로 한카이 전기 궤도의 정거장이 됨.

## 정류장 구조
전용 궤도 상의 지상역으로 단선 승강장의 구조이지만 일반적인 상대식 승강장과 달리 승강장이 선로 옆과 선로 가운데에 하나씩 있는 구조로 배치되어 있다. 남쪽에 건늠선이 있어 과거에는 덴진노모리 발 열차도 운행되고 있었다.

## 역 주변
- 기시노사토다마데 역(기시노사토구치) - 서쪽으로 500m.
- 덴진노모리텐만구
- 아베노 신사
- 덴가차야 흔적비

## 사진

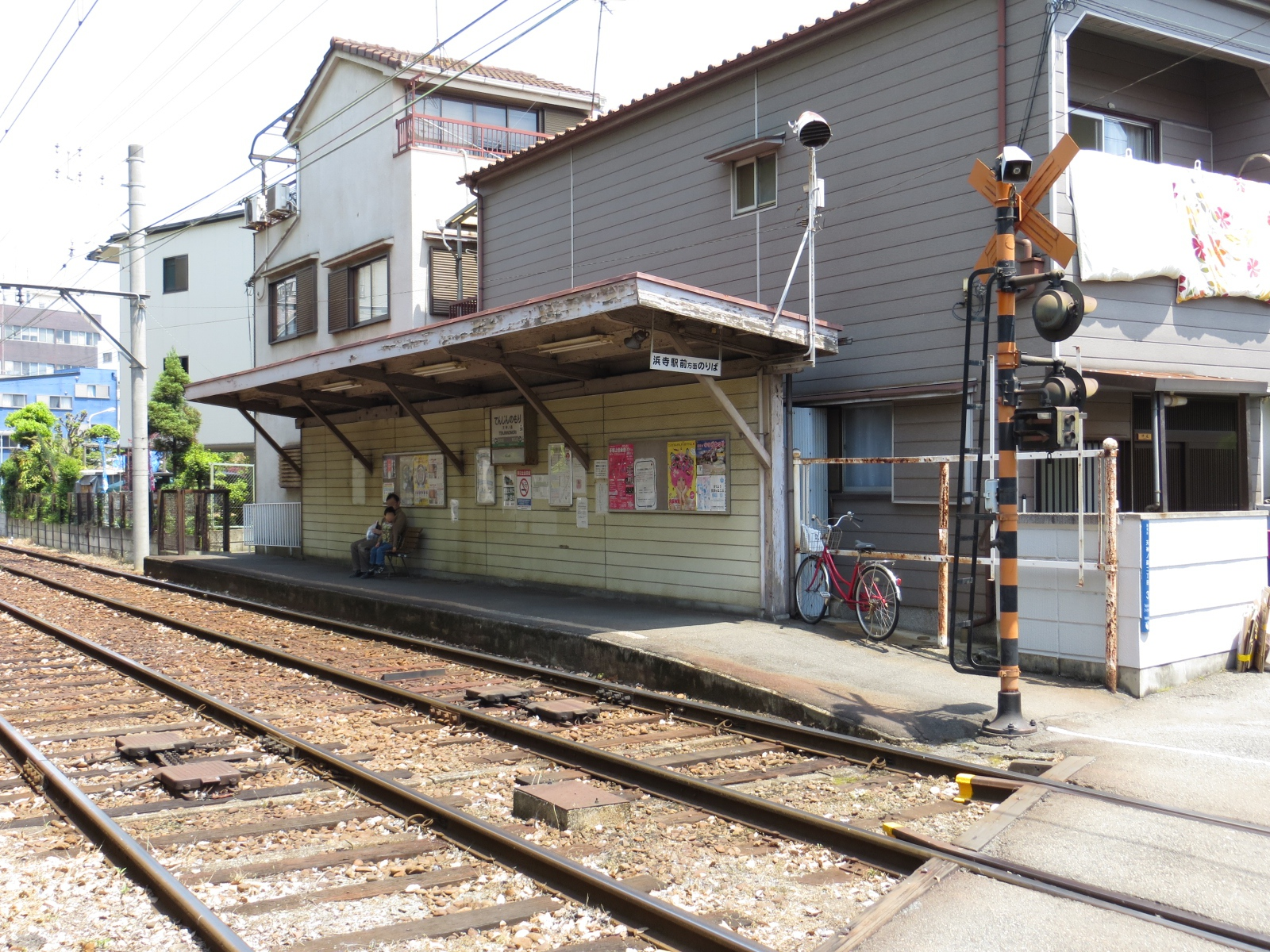
하마데라에키마에 방향 플랫폼
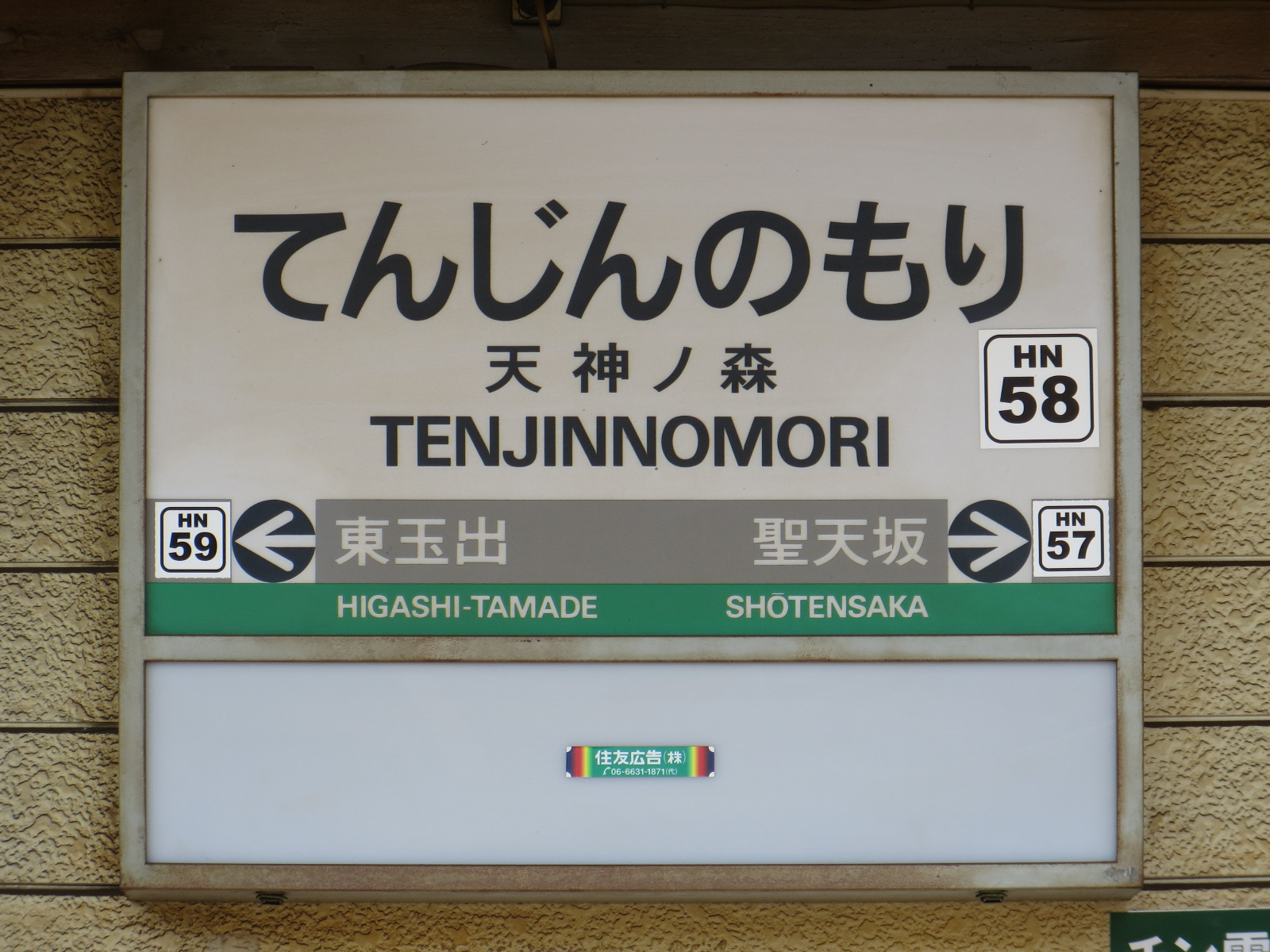
역명판

## 인접역
| 한카이 전기 궤도 ■ 한카이 선 | 한카이 전기 궤도 ■ 한카이 선 | 한카이 전기 궤도 ■ 한카이 선            |
| ---------------------------- | ---------------------------- | --------------------------------------- |
| HN57 쇼텐사카 에비스초 방면  |                              | 히가시타마데 HN59 하마데라에키마에 방면 |